# Schlumbergera orssichiana
Schlumbergera orssichiana är en kaktusväxtart som beskrevs av Barthlott och Mcmillan. Schlumbergera orssichiana ingår i släktet Schlumbergera och familjen kaktusväxter. Inga underarter finns listade i Catalogue of Life.

## Bildgalleri

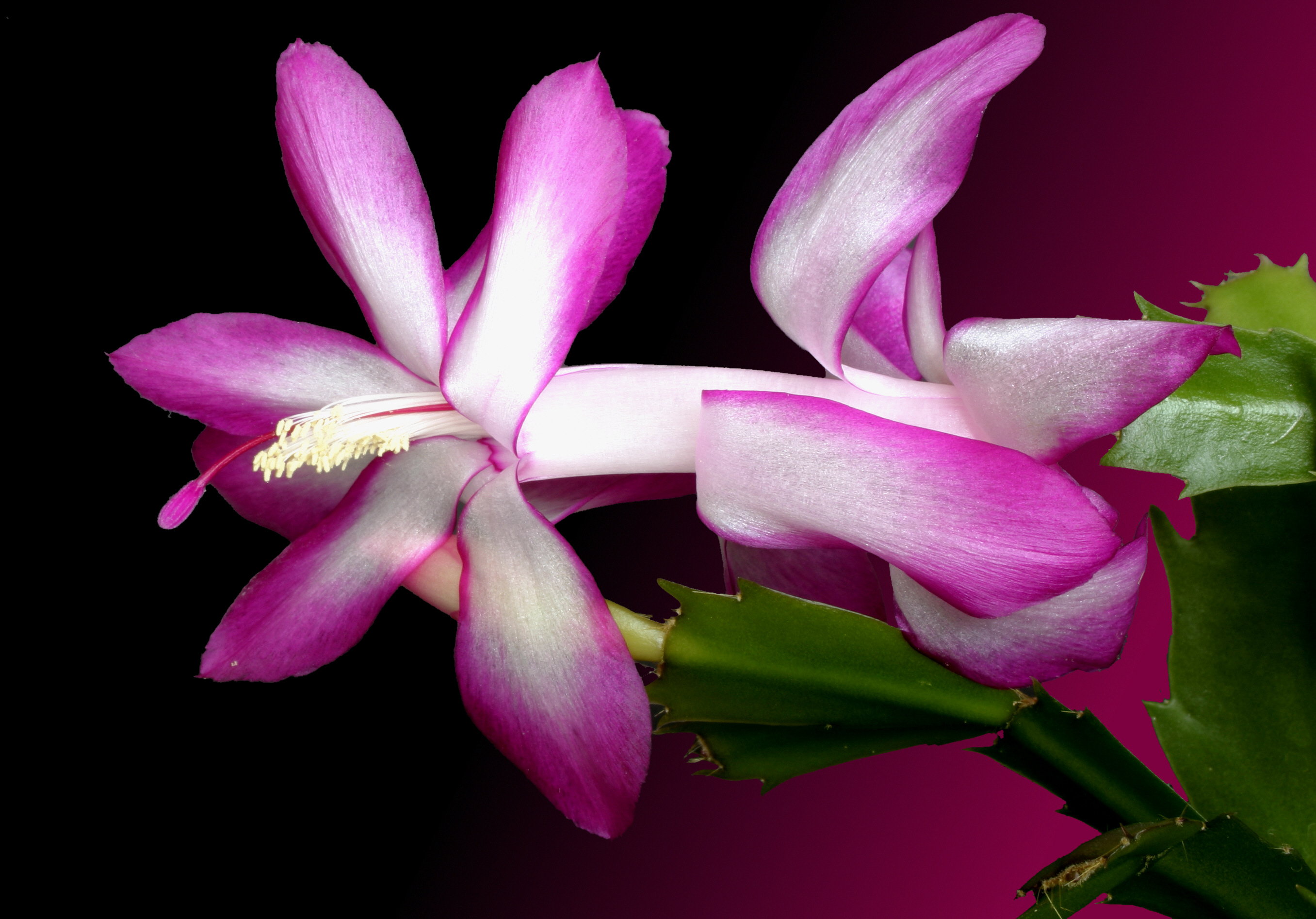